# Erignatha clastopis
Erignatha clastopis är en hjuldjursart som först beskrevs av Gosse 1886.  Erignatha clastopis ingår i släktet Erignatha och familjen Dicranophoridae. Inga underarter finns listade i Catalogue of Life.